# Rally Shalymar de 1983
El Rally Shalymar de 1983, oficialmente 15.º Rally Shalymar-Trofeo Valeo, fue la decimoquinta edición y la decimonovena ronda de la temporada 1983 del Campeonato de España de Rally. Se celebró del 3 al 4 de diciembre y contó con un itinerario de veinticinco tramos.
Con el título ya decidido en favor de Genito Ortiz, que además no acudía a la prueba, Beny Fernández se impuso en la prueba con su Porsche 911 SC por delante de Juan Carlos Oñoro con Opel Manta 400 y de Carlos Piñeiro, también con Porsche 911 SC. El rally estuvo marcado por las salidas de carretera en especial la de Bernardo Cardín que estrelló su Lancia 037 y tuvo que ser ingresado con una lesión vertebral. También se salieron Carlos Sainz, Alfredo del Águila y Jaime San de M.
Al año siguiente la prueba se organizó como Rally Valeo y no volvió a celebrarse hasta 2006 cuando se recuperó con su nombre original.

## Itinerario
| Día   | Tramo | Nombre                  | Distancia | Hora  |
| ----- | ----- | ----------------------- | --------- | ----- |
| Día 1 | TC1   | Circuito del Jarama     | km        | 15:44 |
| Día 1 | TC2   | San Agustín-Colmenar    | km        | 17:58 |
| Día 1 | TC3   | Canencia                | km        | 18:44 |
| Día 1 | TC4   | El Berrueco-Torrelaguna | km        | 19:40 |
| Día 1 | TC5   | Pantano del Vellón      | km        | 19:40 |
| Día 1 | TC6   | San Agustín-Colmenar    | km        | 20:32 |
| Día 1 | TC7   | Canencia                | km        | 21:18 |
| Día 1 | TC8   | El Berrueco-Torrelaguna | km        | 22:14 |
| Día 1 | TC9   | Pantano del Vellón      | km        | 22:41 |
| Día 1 | TC10  | San Agustín-Colmenar    | km        | 23:06 |
| Día 1 | TC11  | Canencia                | km        | 23:52 |
| Día 2 | TC12  | El Berrueco-Torrelaguna | km        | 00:48 |
| Día 2 | TC13  | Pantano del Vellón      | km        | 01:15 |
| Día 2 | TC14  | El Vellón-Torrelaguna   | km        | 04:15 |
| Día 2 | TC15  | La Cabrera              | km        | 04:32 |
| Día 2 | TC16  | Navalafuente-Guadalix   | km        | 04:56 |
| Día 2 | TC17  | Colmenar-Guadalix       | km        | 05:38 |
| Día 2 | TC18  | El Vellón-Torrelaguna   | km        | 06:12 |
| Día 2 | TC19  | La Cabrera              | km        | 06:29 |
| Día 2 | TC20  | Navalafuente-Guadalix   | km        | 06:53 |
| Día 2 | TC21  | Colmenar-Guadalix       | km        | 07:35 |
| Día 2 | TC22  | El Vellón-Torrelaguna   | km        | 08:09 |
| Día 2 | TC23  | La Cabrera              | km        | 08:26 |
| Día 2 | TC24  | Navalafuente-Guadalix   | km        | 08:50 |
| Día 2 | TC25  | Colmenar-Guadalix       | km        | 09:02 |

## Clasificación final
| Pos. | Piloto                 | Copiloto           | Automóvil               | Tiempo    | Diferencia |
| ---- | ---------------------- | ------------------ | ----------------------- | --------- | ---------- |
| 1.   | Beny Fernández         | José Luis Sala     | Porsche 911 SC          | 1:20:06.0 | 0.0        |
| 2.   | Juan Carlos Oñoro      | José López Orozco  | Opel Manta 400          |           | +0:17      |
| 3.   | Carlos Piñeiro         | Carlos Orozco      | Porsche 911 SC          |           | +5:42      |
| 4.   | Fernando Medina        | Luis M. Redondo    | Porsche 930 Turbo       |           | +8:18      |
| 5.   | Ricardo Muñoz          | Guillermo Barreras | Citroën Visa Trophée    |           | +9:37      |
| 6.   | Carlos Alonso-Lamberti | Víctor Rodríguez   | Opel Ascona 400         |           | +13:05     |
| 7.   | Bandera de ?           | Bandera de ?       |                         |           |            |
| 8.   | José Mora              | F. Regueiro        | Renault 5 Copa          |           |            |
| 9.   | Feliciano Caballero    | J. M. González     | SEAT 124D Especial 1800 |           |            |
| 10.  | Bandera de ?           | Bandera de ?       |                         |           |            |